# Utsunomiya
Utsunomiya (Japans: 宇都宮市, Utsunomiya-shi) is de hoofdstad van de prefectuur Tochigi op het eiland Honshu, Japan. De stad heeft een oppervlakte van 312,16 km² en had bij de volkstelling van 2020 518.757 inwoners.

## Geschiedenis
Tijdens de Boshin-oorlog werd de slag van het kasteel van Utsunomiya gevochten van 10 tot 14 mei 1868.
Op 1 april 1896 kreeg Utsunomiya de status van stad (shi).
Op 1 april 1996 kreeg Utsunomiya de status van kernstad.
Op 31 maart 2007 werd de stad uitgebreid met twee gemeentes, Kamikawachi (上河内町, Kamikawachi-machi) en Kawachi (河内町, Kawachi-machi).

## Economie
Ook al ligt Utsunomiya 100 km ten noorden van Tokio, het is in toenemende mate een forensenstad.
In Utsunomiya is een Canon-opticafabriek, een fabriek van Japan Tobacco Inc., een ontwerpcentrum van Honda en nog diverse andere bedrijven in het Kiyohara-industriepark
Op het gebied van voeding is Utsunomiya de stad waar gyoza (een soort wantan, groenten of vlees in deeg) wordt geproduceerd.

## Verkeer
Utsunomiya ligt aan de Tohoku Shinkansen en de Nikko-lijn van de East Japan Railway Company. Eind augustus 2023 kent de stad een tramlijn.
Utsunomiya ligt aan de Tohoku-autosnelweg, aan de Kitakanto-autosnelweg en aan de autowegen 4, 119, 121, 123, 293 en 408.

## Stedenbanden
Tochigi heeft een stedenband met
- Manukau (Nieuw-Zeeland), sinds 24 februari 1982
- Orléans (Frankrijk), sinds 7 mei 1989
- Pietrasanta (Italië), sinds 3 augustus 1995
- Qiqihar (China), sinds 30 september 1984
- Tulsa (Verenigde Staten), sinds 10 juli 1992

## Geboren in Utsunomiya
- Kuniaki Koiso (小磯 国昭, Koiso Kuniaki), (1880-1950), minister-president van Japan (1944-1945)
- Sadao Watanabe (渡辺 貞夫, Watanabe Sadao), jazz-saxofonist

## Aangrenzende steden
- Nikko
- Kanuma
- Moka
- Sakura
- Shimotsuke

## Trivia
In 1990 werden in Utsunomiya de wereldkampioenschappen wielrennen op de weg gehouden met successen voor onder anderen de Belgen Rudy Dhaenens en Dirk De Wolf en de Nederlandse Monique Knol.